# Gymnasium Camphusianum
Het Gymnasium Camphusianum is het enige categorale gymnasium in de regio Gorinchem, in de Nederlandse provincie Zuid-Holland. Het is een openbare school die in 2018 in totaal 734 leerlingen telde.

## Geschiedenis
Het Camphusianum werd opgericht in 1883. In 1955 werd het oorspronkelijke gebouw aan de Zusterstraat in Gorinchem ingeruild voor nieuwbouw "op Sparta", buiten de stadsgracht. Bij die gelegenheid veranderde ook de naam "Stedelijk Gymnasium" in "Gymnasium Camphusianum", verwijzend naar de Gorcumse dichter/predikant Dirck Rafaëlszn Camphuysen (1586-1627). Inmiddels maakt het Camphusianum deel uit van het bestuur voor Openbaar Verenigd Onderwijs (OVO). Verder is het in 2005 opnieuw verplaatst naar een gebouw aan de Vroedschapstraat. Van 2004 tot 2020 was Drs. J.C. Ruitenbeek rector van de school. Deze werd in 2020 opgevolgd door D. van Bree. In 2006 werd het Camphusianum een Universumschool, een predicaat voor scholen met bijzondere programma's voor bèta-onderwijs. Sinds 2013 is het Camphusianum een Begaafdheidsprofielschool (BPS). De landelijke vereniging BPS is een netwerk van inmiddels 26 scholen voor basisonderwijs en 44 scholen voor voortgezet onderwijs met expertise op het gebied van begeleiding van de meer- en hoogbegaafde leerlingen. Het Camphusianum werkt nauw samen met Obs De Tweemaster in Gorinchem. De Tweemaster is eveneens een Begaafdheidsprofielschool en maakt ook deel uit van OVO. 
Het motto van de school luidde eerder 'Wij zijn onszelf', anno 2019 was dit 'Kleinschalig op hoog niveau' en sinds het cursusjaar 2021-2022 is het 'Leren voor het leven!' geworden, afgeleid uit het Latijnse gezegde 'non scholae, sed vitae discimus'. Het standbeeld op het plein voor de school is meeverhuisd van de oude locatie op Sparta. Het stelt de Griekse filosoof Diogenes van Sinope voor, een Cynicus, die zijn leven sleet op het drukke marktplein steeds op zoek naar 'ware mensen'. Zo herinnert Diogenes dagelijks aan het ware kennen en accepteren zonder vooroordelen van de medemens die zijn leven leidt uitgaand van zijn eigen waarde, als burger van een steeds veranderende maatschappij.  

## Faciliteiten
In 2005 betrok het Camphusianum een nieuw gebouw met een multifunctionele bestemming aan de Vroedschapstraat. In dit WonenLerenZorg (WLZ) project waren seniorenwoningen, gymnasiaal onderwijs, en diverse zorgvoorzieningen rond een overdekt plein gevestigd. Het overdekte plein was openbaar en diende als wachtkamer voor de zorgvoorzieningen en was tevens een van de lunchruimtes van het gymnasium. Deze gemeenschappelijke ruimte was geen succes en inmiddels heeft de school een aantal lokalen bijgebouwd, ten koste van een deel van de WLZ-hal en het restaurant. Sluiting van het restaurant heeft er toe geleid dat een aantal leerlingen zelf een schoolkantine heeft opgezet. Deze is als Stichting Mensa voor en door leerlingen Utile Dulci ingeschreven bij de Kamer van Koophandel.
Het Camphusianum kent een schoolkrant, De SPartacus, die elk kwartaal uitkomt. De hoofdletters SP herinneren aan de voorloper Sonores Pugnae, "geluiden van de strijd", die, zoals de naam verraadt, een zeer kritisch en zeer kort leven beschoren was. 
Verschillende andere verenigingen maken deel uit van deze school. Een voorbeeld hiervan is de zogeheten 'GDC', de Goeden Doelen Commissie.
De school beschikt over een mediatheek die een officieel steunpunt is van Bibliotheek AanZet, een organisatie van bibliotheken in de regio Zuid-Holland Zuid. Door deze samenwerking krijgen leerlingen van de school automatisch toegang tot de bibliotheek, en kunnen ze ook boeken lenen bij andere bibliotheken van Bibliotheek AanZet.

## Alumnivereniging 'reVITAre'
reVITAre is de alumnivereniging van het Gorinchemse gymnasium. Ze werd opgericht tijdens een reünie in 1998. Doelstelling van reVITAre is het bevorderen van het contact tussen het Gymnasium Camphusianum en alle oud-leerlingen. Hiertoe worden reünies georganiseerd die samenvallen met de lustrumvieringen. Alumnivereniging reVITAre is in 2023 opgeheven.